# Futuro (rivista)
Futuro è stata una rivista italiana di fantascienza pubblicata tra il 1963 e il 1964 per un totale di 8 numeri. Costituì il primo esempio di rivista integralmente ideata e gestita da esperti italiani del settore. Fu fondata da Lino Aldani (già noto sotto lo pseudonimo di N. L. Janda), Massimo Lo Jacono (già conosciuto sotto lo pseudonimo di Megalos Diekonos e di L. J. Mauritius) e Giulio Raiola.
Futuro dette alla giovanissima fantascienza italiana un ampio e innovativo spazio per crescere, nonché un respiro internazionale, vanificato tuttavia dalla sua breve esistenza, essenzialmente dovuta a problemi di distribuzione. Gli otto numeri mensili usciti tra il maggio-giugno del 1963 e il novembre del 1964 costituiscono però un concreto esempio di quello che l'ambiente italiano era fin da allora in grado di offrire, affrancandosi dalla tutela statunitense e, in minor misura, da quella britannica, tanto da meritare che Inisero Cremaschi dedicasse alla rivista un volume (dal titolo Futuro, per l'appunto) edito dalla Editrice Nord di Milano, mentre la Fanucci Editore di Roma recuperava il nome della testata, che non era stato protetto dai suoi originari creatori, per i suoi fini editoriali, sempre nel campo della science fiction.
Futuro pubblicò nel suo n. 5 un saggio di Juan Rodolfo Wilcock (1919-1978) e nel n. 6, per la prima volta in assoluto in Italia, un racconto di Adolfo Bioy Casares (1914-1999), intimo amico di Jorge Luis Borges. La rivista pubblicò inoltre interviste esclusive di Elio Vittorini e di Ennio Flaiano.